# Bertha Jaques
Pour les articles homonymes, voir Jaques.
Bertha Evelyn Jaques, née à Covington le 24 octobre 1863 et morte à Chicago le 30 mars 1941, est une graveuse, photographe et poétesse américaine.

## Biographie
Née Bertha Clausen, originaire de l'Ohio, elle rencontre William K. Jaques en 1883, le couple s'installe à Cedar Rapids (Iowa) deux ans plus tard. Bertha commence à écrire des poèmes qu'elle publie dans le Railway Conductors' Monthly. Elle effectue un voyage, seule, en Grande-Bretagne en septembre 1889. En octobre suivant, elle épouse William K. Jaques, devenu médecin. Il ouvre son cabinet à Chicago où le couple s'installe.
En 1893, Bertha Jaques visite l'Exposition universelle de Chicago (World's Columbian Exposition) et en ressort très marquée par la vision des eaux-fortes produites par Wistler, James Tissot et Anders Zorn. À cette époque, l'eau-forte et aquatinte sont considérées comme un art désuet aux États-Unis. Elle commence par en étudier la technique toute seule. Elle fabrique des plaques en cuivre à partir d'articles ménagers et utilise en guise de poinçons des instruments chirurgicaux qu'elle emprunte à son mari. Elle note consciencieusement toutes ses tentatives, ses essais. N'ayant pas de presse, elle demande à plusieurs personnes de se tenir sur la plaque au moment du report d'impression sur le papier. Ces premières tentatives sont des échecs. En 1894, son mari lui offre une véritable presse à taille-douce. Il l'encourage totalement, lui laissant développer son art dans un local dédié au sein de leur maison. Bertha produit sa première eau-forte cette même année. 460 estampes suivront, exécutées jusqu'en 1939. Par ailleurs, elle se lance dans la production de cyanotypes, elle en produisit près d'un millier.
En 1909, elle est à l'origine de la Chicago Society of Etchers, une association d'abord baptisée The Needle Club, réunissant des passionnés de gravure sur métal, tous résidant dans la région. Leur objectif est de relancer l'intérêt des publics américains pour cet art. En 1910, une première exposition collective d'eaux-fortes est montée avec l'aide de l'Art Institute of Chicago. Bertha Jaque demeura la secrétaire de cette association jusque dans les années 1930. Des expositions régulières se tinrent à l'AIC, mais aussi dans d'autres lieux. La Chicago Society of Etchers fut la première du genre aux États-Unis, elle fit des émules, et eut une aura internationale.

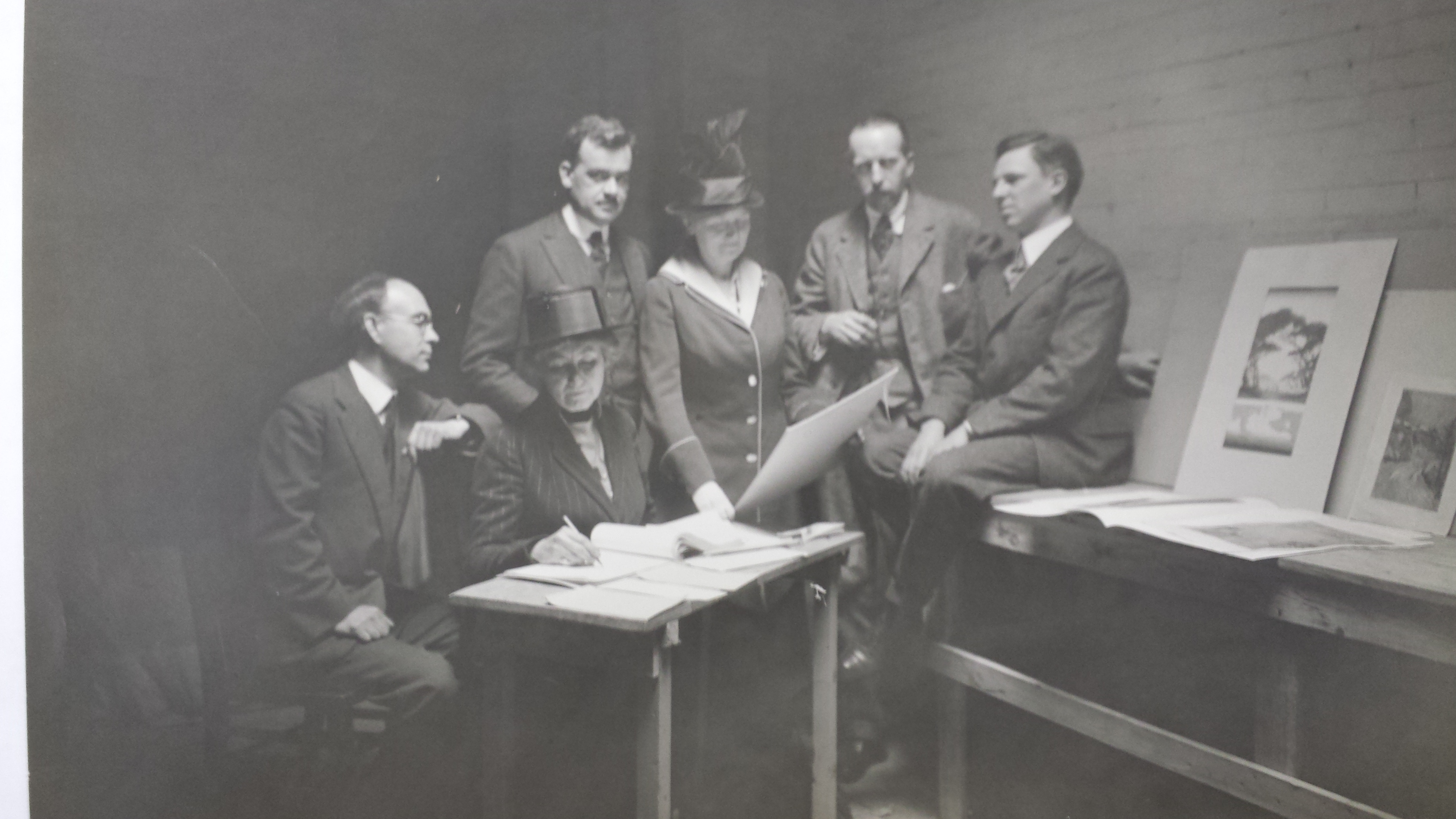
Bertha Jaques, assise, entourée du jury de la Chicago Society of Etchers (1919).

En 1913 et 1917, Bertha Jaques est invitée à donner des conférences sur l'eau-forte dans de nombreux États, tels que le Nebraska, l'Indiana, la Caroline du Sud, le Kansas, et la Georgie. Totalement autodidacte, elle avoue être influencée par les gravures de Rembrandt. Chacune de ses conférences est accompagnée d'une exposition d'estampes.
Bertha Jaques reçut chez elle de nombreux artistes, parmi lesquels Mukul Dey, Helen Hyde, Henry Winslow, Nelly McKenzie Tolman (en), qui fit son portrait, et elle forma de jeunes graveurs comme James Swann (1905-1985). 
Décédée en mars 1941, le Smithsonian Institution National Museum of Natural History organisa en juin suivant une exposition commémorative.

## Œuvre
Toute sa vie durant, Bertha Jaques composa des poèmes qu'elle envoyait à ses amis accompagné d'une petite estampe. Elle manifeste une préférence pour les motifs floraux dans ses compositions, mais produisit également de nombreux paysages urbains. Elle voyagea principalement en Europe, et dessina sur le motif, explorant Londres, Venise, le sud de la France, et alla jusqu'au Caire.
Sur le plan technique, elle explora l'ensemble des possibles et excella à restituer les demi-teintes.
Le musée d'art de Cedar Rapids conserve une importante quantité de ses œuvres graphiques (plus de 400 pièces) ; en 2013, pour célébrer le 150e anniversaire de sa naissance, le musée organisa deux grandes rétrospectives. D'autres pièces se trouvent également à la National Gallery of Art.

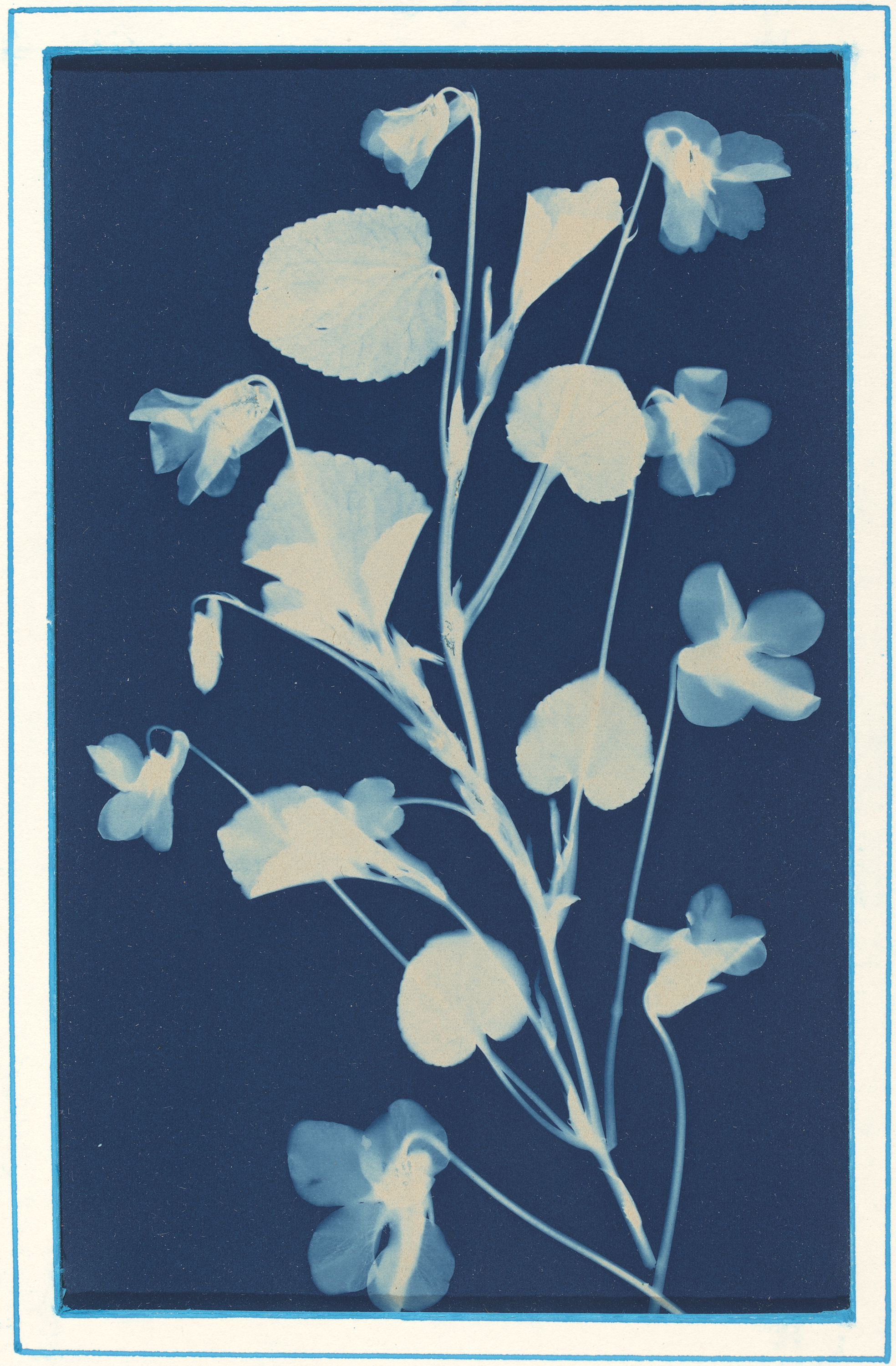
Sans titre, 1900, cyanotype
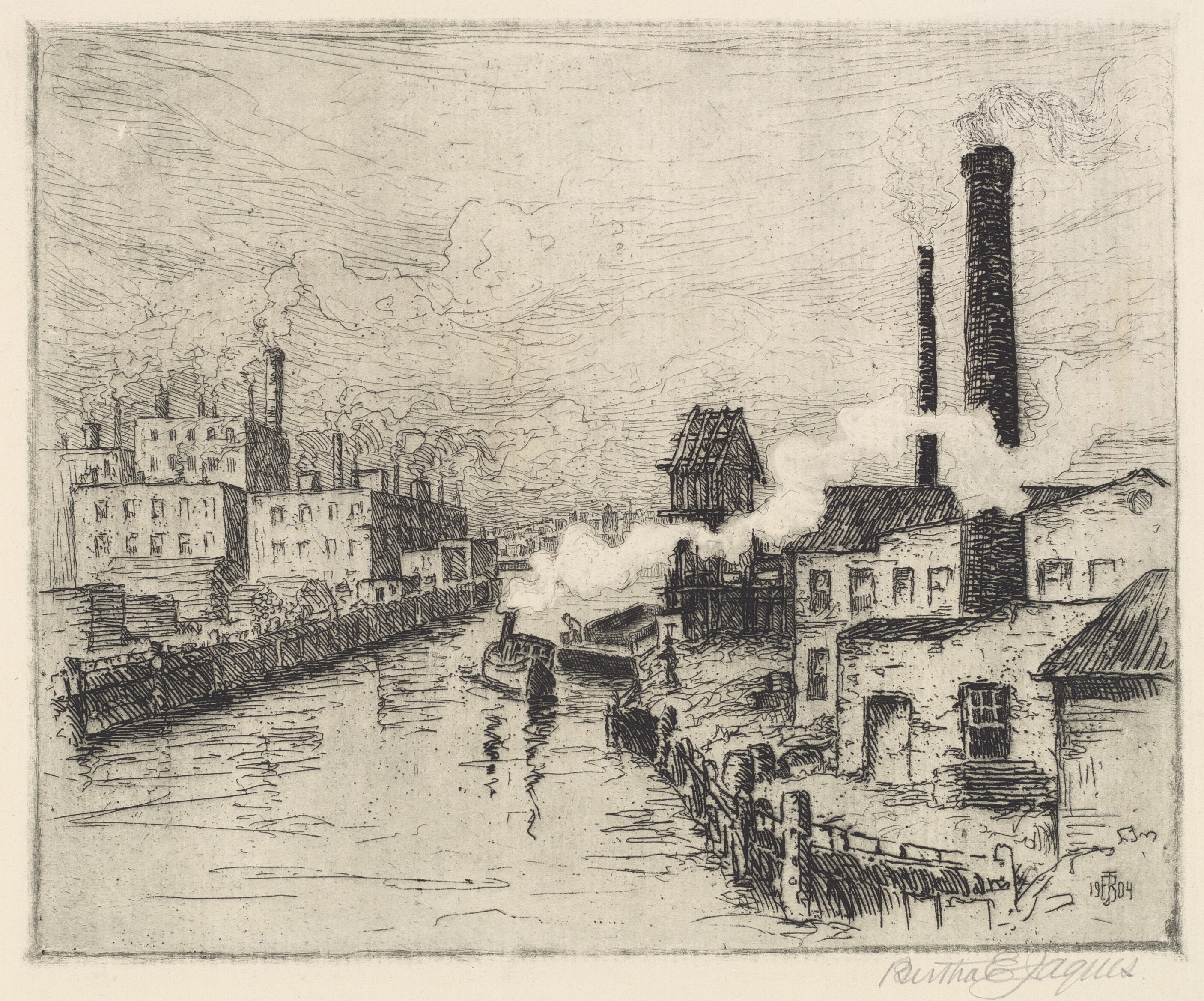
Factories on the Chicago River, 1904, eau-forte
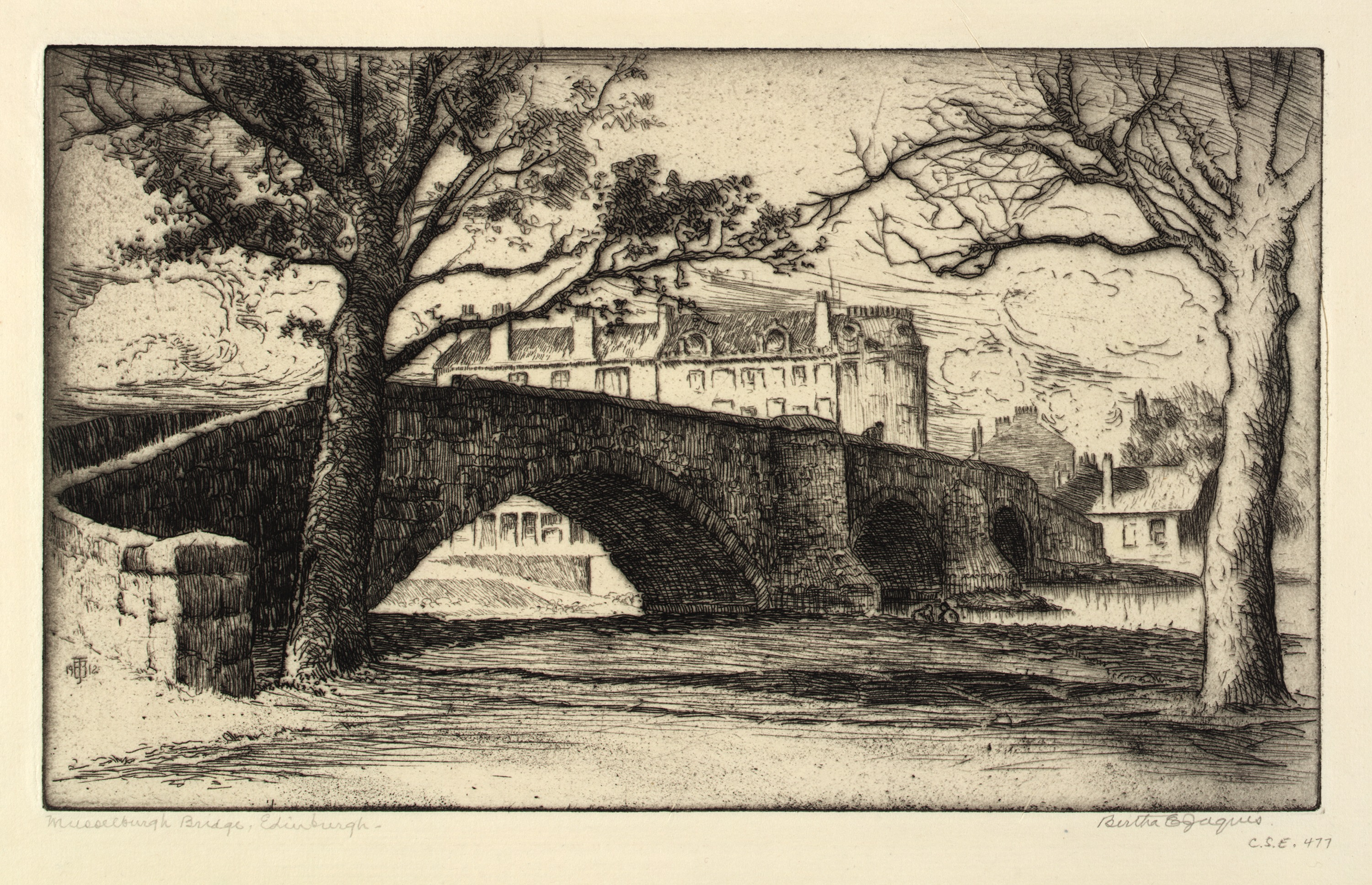
Musselburgh Bridge, Edinburgh, 1913, eau-forte
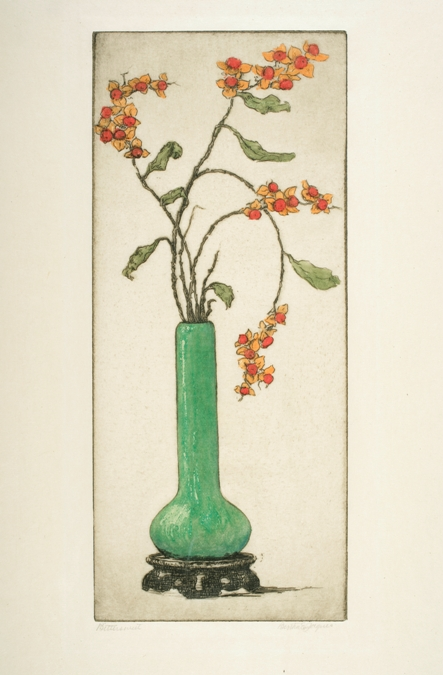
Bittersweet, 1920, eau-forte rehaussée à la main

## Pour approfondir